# Eleccions municipals islandeses de 2018
Les eleccions municipals islandeses de 2018 es van celebrar el 26 de maig del mateix any, per escollir els regidors dels consells municipals (en islandès: sveitarstjórn o bæjarstjórn) dels 72 municipis d'Islàndia per a un període de 4 anys. Les eleccions municipals anteriors es van celebrar el 2014.

## Sistema electoral
Són electors tots els ciutadans amb nacionalitat islandesa majors de 18 anys i residents en un municipi islandès, així com els ciutadans de països nòrdics que hagin residit contínuament a Islàndia durant 3 anys o els ciutadans d'altres països si hi han residit durant 5 anys.
Per la votació s'utilitza un sistema proporcional amb llistes desbloquejades. L'assignació d'escons es realitza mitjançant la regla D'Hondt. El nombre de regidors de cada municipi depèn del nombre d'habitants i sempre és un nombre senar. Les llistes presentades per les candidatures poden contenir com a màxim el doble del nombre d'escons a escollir. Per poder presentar una candidatura cal recollir un nombre de signatures determinat.
A les llistes presentades pels partits se'ls hi assigna una lletra de l'alfabet llatí, que és la que acaba prenent cada partit com a acrònim i la que acaba sortint a les paperetes. La lletra utilitzada per cada partit és la mateixa en tots els municipis en el que es presenti.
En cas que en un municipi només es presentés una sola candidatura, el termini per presentar candidatures s'allarga dos dies més. En cas que no se'n presenti una segona en aquest termini, els primers membres de la llista són elegits sense dur a terme l'elecció.
Si en un municipi no es presenta cap llista, automàticament es proclama candidats a tots els ciutadans amb dret de vot d'aquell municipi, tret d'aquelles persones que ja hagin estat regidors prèviament, que poden renunciar si així ho demanen. Aquesta situació s'anomena elecció il·limitada (en islandès: óbundnar kosningar). El vot esdevé obligatori entre els electors entre 18 i 65 anys. El dia de les eleccions s'escull el nombre corresponent de regidors i un nombre igual de suplents. L'elecció es duu a terme amb un sistema majoritari plurinominal a una sola volta. Els regidors i els suplents s'escullen en llistes diferents, de manera que pot donar-se el cas que una persona escollida com a suplent tingui més vots que una persona escollida com a regidora.
La constitució dels ajuntaments es realitzarà 15 dies després de les eleccions. Els regidors seran els encarregats d'escollir l'alcalde (en islandès: bæjarstjóri, borgarstjóri o sveitarstjóri), que pot ser –o no– un regidor.
Els municipis que s'han de fusionar pròximament (Garður i Sandgerði per una banda i Fjarðabyggð i Breiðdalshreppur per una altra) escolliran un consell municipal comú.

## Candidatures
En total es van presentar 200 candidatures. En 16 municipis no s'ha presentat cap candidatura. En alguns municipis, com Reykjavík, s'ha presentat fins a 16 llistes. El partit que ha s'ha presentat en més poblacions és el Partit de la Independència, i concretament ho fa en 35. Els partits nous que van entrar a l'Alþingi a les eleccions de 2016 i 2017, com el Partit del Centre, el Partit Popular o Viðreisn, també han presentat candidatures en alguns municipis.

## Resultats

### Total nacional

Partit guanyador per municipi:
Partit de la Independència
Partit Progressista
Llista independent
Vot il·limitat

| Partit                      | Partit                                  | Partit                                  | Vots    | %    | +/–  | Regidors | +/– |
| --------------------------- | --------------------------------------- | --------------------------------------- | ------- | ---- | ---- | -------- | --- |
|                             | Partit de la Independència              | D                                       | 52.807  | 32,5 | +0,2 | 118      | –2  |
|                             | Aliança Socialdemòcrata                 | S                                       | 26.796  | 16,5 | –3,4 | 29       | –6  |
|                             | Partit Progressista                     | B                                       | 13.999  | 8,6  | –3,8 | 45       | –11 |
|                             | Partit del Centre                       | M                                       | 9.461   | 5,8  | Nou  | 9        | Nou |
|                             | Viðreisn                                | C                                       | 8.582   | 5,3  | Nou  | 6        | Nou |
|                             | Moviment d'Esquerra-Verd                | V                                       | 7.281   | 4,5  | –2,1 | 8        | –1  |
|                             | Partit Pirata                           | P                                       | 7.145   | 4,4  | +1,3 | 2        | +1  |
|                             | Partit Socialista Islandès              | J                                       | 4.265   | 2,6  | Nou  | 1        | Nou |
|                             | Partit Popular                          | F                                       | 2.509   | 1,5  | Nou  | 1        | Nou |
|                             | Llistes independents                    | Llistes independents                    | 27.877  | 17,1 | +3,6 | 200      | +22 |
|                             | Regidors electes en eleccions limitades | Regidors electes en eleccions limitades | 1.843   | 1,1  | –0,3 | 82       | –12 |
| Vots blancs i nuls          | Vots blancs i nuls                      | Vots blancs i nuls                      | 5.034   | –    | –    | –        | –   |
| Total                       | Total                                   | Total                                   | 167.599 | 100  | –    | 504      | –2  |
| Cens/participació           | Cens/participació                       | Cens/participació                       | 248.000 | 67,6 | –    | –        | –   |
| Font: Dades a partir de RUV |                                         |                                         |         |      |      |          |     |

### Reykjavík
| Partit                              | Partit                     | Partit             | Vots   | %    | +/–  | Regidors | +/– |
| ----------------------------------- | -------------------------- | ------------------ | ------ | ---- | ---- | -------- | --- |
|                                     | Partit de la Independència | D                  | 18.146 | 30,8 | +5,1 | 8        | +4  |
|                                     | Aliança Socialdemòcrata    | S                  | 15.260 | 25,9 | –6,0 | 7        | +2  |
|                                     | Viðreisn                   | C                  | 4.812  | 8,2  | Nou  | 2        | Nou |
|                                     | Partit Pirata              | P                  | 4.556  | 7,7  | +1,8 | 2        | +1  |
|                                     | Partit Socialista Islandès | J                  | 3.758  | 6,4  | Nou  | 1        | Nou |
|                                     | Partit del Centre          | M                  | 3.615  | 6,1  | Nou  | 1        | Nou |
|                                     | Moviment d'Esquerra-Verd   | V                  | 2.700  | 4,6  | –3,7 | 1        | –1  |
|                                     | Partit Popular             | F                  | 2.509  | 4,3  | Nou  | 1        | Nou |
|                                     | Partit Progressista        | B                  | 1.870  | 3,2  | –7,5 | 0        | –2  |
|                                     | Altres                     | Altres             | 1.745  | 3,0  | –    | 0        | –   |
| Vots blancs i nuls                  | Vots blancs i nuls         | Vots blancs i nuls | 1.451  | –    | –    | –        | –   |
| Total                               | Total                      | Total              | 60.422 | 100  | –    | 23       | +8  |
| Cens/participació                   | Cens/participació          | Cens/participació  | 90.135 | 67,0 | –    | –        | –   |
| Font: Dades a partir de RUV i Vísir |                            |                    |        |      |      |          |     |